# Institut Napoléon
Ne doit pas être confondu avec Souvenir napoléonien.
L'institut Napoléon est une société savante créée en 1932 consacrée aux études napoléoniennes. Son siège se situe 1, rue Victor-Cousin, au sein de l'université Panthéon-Sorbonne dans le 5e arrondissement de Paris.

## Organisation

### Présidents
Son créateur en 1932 et premier président est Édouard Driault, fondateur en 1912 de la Revue des Études napoléoniennes. 
Élu en 1936, Philippe Sagnac est remplacé en 1947 par Marcel Dunan, membre de l'Institut.
En 1974, la présidence de l'institut Napoléon échoit  à Jean Tulard, membre de l'Institut, professeur à l'université Paris-IV - Sorbonne, directeur d’études à l'École pratique des hautes études.  
Depuis mai 1999, Jacques-Olivier Boudon, professeur à l'université Paris-IV - Sorbonne en est le président. Jean Tulard en reste le président d'honneur.

### Vice-présidents
Après avoir été secrétaire général de la revue de 1981 à 2004, Jacques Jourquin est vice-président de l'Institut Napoléon de 2005 jusqu'au 14 novembre 2021, date de son décès. Il est remplacé par Laetitia de Witt en avril 2022.

### Secrétaires généraux
| Portrait          | Identité                       | Période | Période        | Durée  |
| Portrait          | Identité                       | Début   | Fin            | Durée  |
| ----------------- | ------------------------------ | ------- | -------------- | ------ |
| Jacques Jourquin  | Jacques Jourquin (1935 - 2021) | 1981    | 2004           | 23 ans |
| Bruno Foucart     | Bruno Foucart (1938 - 2018)    | 2004    | 5 janvier 2018 | 14 ans |
| Charles-Éloi Vial | Charles-Éloi Vial (né en 1987) | 2018    |                |        |

| Portrait                                                            | Identité                            | Période | Période | Durée  |
| Portrait                                                            | Identité                            | Début   | Fin     | Durée  |
| ------------------------------------------------------------------- | ----------------------------------- | ------- | ------- | ------ |
| Pas de portrait sous licence libre disponible pour Édouard Driault. | Édouard Driault (1864 - 1947)       | 1932    | 1936    | 4 ans  |
| Pas de portrait sous licence libre disponible pour Philippe Sagnac. | Philippe Sagnac (1868 - 1954)       | 1936    | 1947    | 11 ans |
| Pas de portrait sous licence libre disponible pour Marcel Dunan.    | Marcel Dunan (1885 - 1978)          | 1947    | 1974    | 27 ans |
| Jean Tulard en 2014.                                                | Jean Tulard (né en 1933)            | 1974    | 1999    | 25 ans |
| Jacques-Olivier Boudon en 2015.                                     | Jacques-Olivier Boudon (né en 1962) | 1999    |         |        |

## Mission et activité
L’institut Napoléon organise à Paris des colloques et des conférences au cours de l'année universitaire. Il publie depuis 1934, une revue appelée depuis 1954, la Revue de l'institut Napoléon, qui contient des études, des articles, des comptes rendus de conférences et une rubrique bibliographique se rapportant aux périodes de la Révolution, du Consulat et de l'Empire. 
Les actes des colloques sont publiés dans une collection particulière à l'institut Napoléon, intitulée Collection de l'institut Napoléon. Une lettre du président assure la liaison avec les membres.

## Publications

### Revue de l'institut Napoléon
Consacrée  à l'histoire de la Révolution française, du Consulat et du Premier Empire, la revue éditée par l'institut Napoléon depuis 1934 paraît deux fois par an. La Revue de l'institut Napoléon est publiée avec le concours de la IVe section (sciences historiques et philologiques) de l’École pratique des hautes études. L'institut Napoléon en possède une série complète. La revue est couronnée par l'Académie française. Jacques-Olivier Boudon est le directeur de la publication. Éric Ledru est rédacteur en chef. 

#### Comité de lecture international
- Ralf Blaufarb, professeur à l'université d’État de Floride (États-Unis).
- Jacques-Olivier Boudon, professeur à l'université Paris-Sorbonne (France).
- Michael Broers, professeur à Oxford (Grande-Bretagne).
- Maria Caffiero, professeur à l'université de Rome III (Italie).
- Gabriele Clemens, professeur à l'université de Sarrebruck {Allemagne).
- Bruno Colson, professeur à l'université de Namur (Belgique)
- Bruno Foucart, professeur émérite d'histoire de l'art à l'université Paris-Sorbonne (France).
- Sudhir Hazareesingh, professeur à Oxford ( Grande-Bretagne).
- Luigi Mascilli-Migliorini, professeur à l'université orientale de Naples (Italie).
- Christine Nougaret, professeur à l’École des chartes (France).
- Natalie Petiteau, professeur à l'université d'Avignon (France).
- Philippe Raxhon, professeur à l'université de Liège (Belgique).
- Janez Sumrada, ancien professeur à l'université de Maribor (Slovénie).

#### Dénominations successives de la revue
- 1934-1939 : Bulletin de l'institut Napoléon.
- 1938-1939 : Revue de l'institut Napoléon.
- 1941-1947 : Recueil des travaux et documents de l'institut Napoléon.
- 1949-1951 : Bulletin de l'institut Napoléon.
- 1952-1953 : Bulletin de l'institut Napoléon (nouvelle présentation).
- Depuis 1954 : Revue de l'institut Napoléon.

### Collection de l'institut Napoléon
L'institut Napoléon publie une série d'ouvrages scientifiques, issus de colloques et de conférences sous le nom de Collection de l'institut Napoléon. Cette collection est dirigée par Jacques-Olivier Boudon et Éric Ledru. 
À ce jour, les volumes suivants sont déjà parus et édités par SPM :
- Tome 1 : Brumaire, la prise de pouvoir de Bonaparte, Jacques-Olivier Boudon (dir), 2001  (ISBN 978-2901952350)
- Tome 2 : La province au temps de Napoléon, par Jean Tulard, 2003  (ISBN 978-2901952404)
- Tome 3 : Armée, guerre et société à l'époque napoléonienne, Jacques-Olivier Boudon (dir), 2004  (ISBN 978-2901952466)
- Tome 4 : Le Concordat et le retour de la paix religieuse, Jacques-Olivier Boudon (dir), 2008  (ISBN 978-2901952633)
- Tome 5 : Les souvenirs du vieux slovène en Russie avec la Grande-Armée, par Josip Jurcik, 2009  (ISBN 978-2901952718)
- Tome 6 : Les provinces illyriennes : cinq études, par Fran Zwitter, 2010  (ISBN 978-2901952749)
- Tome 7 : Souvenirs du mameluck Ali sur la campagne de Russie en 1812, par Jacques Jourquin, 2012  (ISBN 978-2901952961)
- Tome 8 : Journal de ma Campagne de Russie, par Theodor von Papet, 2013  (ISBN 978-2901952985)
- Tome 9 : Police et gendarmerie dans l'Empire napoléonien, Jacques-Olivier Boudon (dir), 2013  (ISBN 978-2901952992)
- Tome 10 : Journal de François-Jérôme Riffard Saint-Martin (1744-1814), par Jacques-Olivier Boudon, 2013  (ISBN 978-2917232088)
- Tome 11 : Napoléon et les femmes, Jacques-Olivier Boudon (dir), 2013  (ISBN 978-2917232170)
- Tome 12 : Napoléon 1er - Napoléon III : bâtisseurs, Jacques-Olivier Boudon (dir), 2014  (ISBN 978-2917232309)
- Tome 13 : Souvenirs en bonne partie inédits du mameluck Ali 1813-1815, par Jacques Jourquin, 2015  (ISBN 978-2-917232378)
- Tome 14 : Sous l'empire de Joséphine, par Jacques-Olivier Boudon, 2015  (ISBN 978-2917232422)
- Tome 15 : Les provinces illyriennes dans l'Europe napoléonienne (1809-1813), par Jacques-Olivier Boudon, 2015  (ISBN 978-2917232149)
- Tome 16 : La crise concordataire : catholiques français et italiens entre Pie VII et Napoléon (1808-1814), Jacques-Olivier Boudon et Rémy Hême de Lacotte (dir), 2016  (ISBN 978-2917232453)
- Tome 17 : La Cour impériale sous le Premier et le Second Empire, Jacques-Olivier Boudon (dir), 2016  (ISBN 978-2917232637)